# قاسم کندی (مشگین‌شهر)
قاسم کندی یک روستا در ایران است که در دهستان ارشق مرکزی واقع شده‌است. قاسم کندی ۲۴ نفر جمعیت دارد.